# Dandeli
Dandeli là một thị xã và là nơi đặt hội đồng thành phố của quận Uttara Kannada thuộc bang Karnataka, Ấn Độ.

## Địa lý
Dandeli có vị trí 15°16′B 74°37′Đ / 15,27°B 74,62°Đ Nó có độ cao trung bình là 473 mét (1551 feet).

## Nhân khẩu
Theo điều tra dân số năm 2001 của Ấn Độ, Dandeli có dân số 53.287 người. Phái nam chiếm 51% tổng số dân và phái nữ chiếm 49%. Dandeli có tỷ lệ 74% biết đọc biết viết, cao hơn tỷ lệ trung bình toàn quốc là 59,5%: tỷ lệ cho phái nam là 81%, và tỷ lệ cho phái nữ là 68%. Tại Dandeli, 11% dân số nhỏ hơn 6 tuổi.